# Alessandro Milita

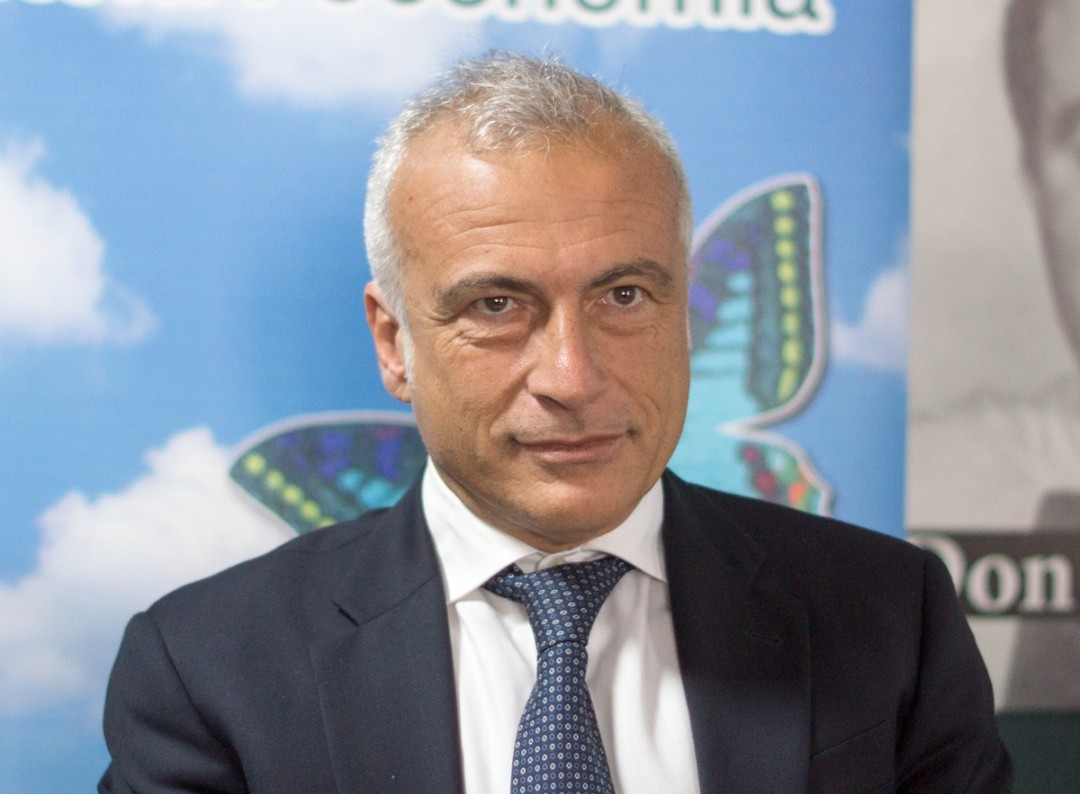
Alessandro Milita

Alessandro Milita (Roma, 28 febbraio 1965) è un magistrato italiano. Procuratore della Repubblica Aggiunto presso il Tribunale di Santa Maria Capua Vetere coordina diverse Sezioni d’indagini tra cui quelle competenti per il contrasto ai delitti contro la famiglia ed i soggetti vulnerabili. 

## Biografia
Alessandro Milita è nato a Roma il 28 febbraio 1965. È sposato e ha un figlio. 
Dopo la laurea in Giurisprudenza conseguita nel 1988 presso l’Università degli Studi di Roma “La Sapienza”, è entrato in Magistratura nel 1994. 
Inizia la sua carriera presso la Procura della Repubblica del Tribunale di Brescia dove ha seguito i più importanti procedimenti relativi a reati economico-finanziari. 
Nel 1999 chiede il trasferimento presso la Procura della Repubblica del Tribunale di Napoli, dove fino al 2002 ha seguito indagini per reati di terrorismo ed eversione. 
Successivamente dal 2003 al 2012 è assegnato alla DDA di Napoli dove si è occupato fra l’altro del famigerato clan dei casalesi, comprese le indagini relative al boss Giuseppe Setola (periodo eversivo-terroristico) e alle stragi di Castel Volturno del 2008. 
Inoltre, ha condotto le indagini relative a diversi casi di criminalità ambientale, comprese quelle riguardanti la “Terra dei Fuochi”. 
Si è occupato poi della contiguità tra il clan dei casalesi e il parlamentare Nicola Cosentino, seguendo interamente il complesso processo che ha portato a una prima condanna del parlamentare per il delitto di concorso in associazione mafiosa. 
Dato il suo impegno nel combattere in prima linea la camorra e dopo le numerose minacce ricevute dai boss del clan dei casalesi, vive sotto scorta da alcuni anni. 
Durante il suo mandato presso la DDA di Napoli, ha diretto le indagini sul ruolo assunto dal Primo Ministro dello stato confederato del Montenegro Milo Đukanović nell’organizzazione di un’associazione finalizzata al contrabbando di tabacchi lavorati esteri. È ad oggi l’unico procedimento nel panorama internazionale in cui sia stato imputato un Primo Ministro di uno Stato confederato come vertice del contrabbando internazionale. 
Nel 2013 ha proceduto per corruzione, nell’ambito dell’indagine per la “compravendita dei Senatori”, nei confronti del Senatore De Gregorio, di Silvio Berlusconi e Valter Lavitola. I procedimenti hanno portato alla condanna definitiva per De Gregorio, che ha patteggiato la pena, e alla condanna di Berlusconi e Lavitola. Per questi ultimi due successivamente la Corte di Appello di Napoli ha dichiarato i reati prescritti. 
Dal 6 marzo 2017 svolge la funzione di Procuratore della Repubblica Aggiunto presso il Tribunale di Santa Maria Capua Vetere.

## Opere
- Alessandro Milita, Il disastro ambientale, da delitto innominato a tipico: la qualificazione del delitto come eventualmente permanente e le “responsabilità patrimoniali”, in Lex Ambiente, 10 giugno 2015[10]
- Alessandro Milita, Il Disastro ambientale "nominato” quale delitto di evento – tendenzialmente occulto – a consumazione progressiva ed esteriorizzazione differita, con danno lungo-latente (delitto permanente o eventualmente tale): la sua derivazione dall'azione della criminalità organizzata e le azioni di contrasto patrimoniale, anche a fini di bonifica, in Lex Ambiente, 11 settembre 2015[11]

## Filmografia
- Io non mi arrendo, regia di Enzo Monteleone, con Giuseppe Fiorello – miniserie televisiva trasmessa su Rai 1 con Paolo Briguglia nei panni del PM Giovanni Cattaneo, personaggio ispirato ad Alessandro Milita (2016)

## Approfondimenti
- Francesco Barbagallo, Storia della Camorra, Laterza, 2010, p. 260
- AAVV, Il Casalese, ed. Centoautori, p. 165
- Giancarlo Capaldo, Roma mafiosa, Fazi Editore, p. 112
- Pietro Grasso, Per non morire di mafia, Pickwick, pp. 196, 200, 203
- Roberto Saviano, Vieni via con me, Feltrinelli, pp. 93, 101, 104, 109
- Roberto Saviano, Gomorra, A. Mondadori Editore, 2006 (con riferimento alle indagini sul clan La Torre e sul ciclo rifiuti)
- Antonio Laudati ed Elio Veltri, Mafia Pulita, Longanesi, 2009
- Daniela De Crescenzo, O’ cecato, Tullio Pironti edizioni, pp. 29, 60, 70
- Tommaso Sodano, La peste, Rizzoli, 2010
- Alessandro Iacuelli, Le vie infinite dei rifiuti. Il sistema campano, Rinascita ed., 2008, p. 242 e seguenti
- Antonio Giangrande, Tutto su Milano
- Raffaele Cantone, Solo per giustizia, Mondadori, 2008
- Raffaele Cantone, I Gattopardi, Mondadori, 2010
- Rosaria Capacchione, L’oro della camorra, BUR Biblioteca Univ. Rizzoli, 2008
- Adriano Chiarelli, Mala Polizia, Newton Compton, 2011
- Mario Caprara e Gianluca Semprini, Neri. La storia mai raccontata della destra radicale, eversiva e terrorista, Newton Compton, 2009
- Gigi Di Fiore, L'impero: Traffici, storie e segreti dell'occulta e potente mafia dei casalesi, Rizzoli, 2008
- Giusy Arena e Filippo Barone, P3, tutta la verità, Editori Internazionali Riuniti, 2010
- Sergio Nazzaro, MafiAfrica, Editori Internazionali Riuniti, 2010
- Rossella Savarese, Galli sulla monnezza: silenzi, grida e bugie sui rifiuti in Campania, Franco Angeli, 2009
- Roberto Saviano, La bellezza e l’inferno, Arnoldo Mondadori Editore, 2009
- Marco Armiero e Lise Sedrez, A History of Environmentalism: Local Struggles, Global Histories. The Waste Cirsis in Campania, Bloomsbury, 2014
- Tonino Scala, DisOnorevoli; politica e camorra, Il Quaderno Edizioni, 2014
- Antonio Giangrande, L’Italia dell’impunità, CreateSpace Independent Publishing Platform, 2013
- Marco Rizzo, Supermarket Mafia: a Tavola con Cosa Nostra, Castelvecchi, 2011
- Alessandro De Pascale, La compravendita. Lavitola e Berlusconi, Castelvecchi, 2014
- Ugo Di Girolamo, Mafia, Politica, Pubblica Amministrazione, ed. Guida, 2009
- Paolo Chiariello, Monnezzopoli, la grande truffa, ed. Pironti, 2008